# Paramelomys naso
Paramelomys naso — вид гризунів родини мишевих, ендемічний для Нової Гвінеї. Зустрічається в низовинах півдня країни.

## Зовнішній вигляд
P. naso має довжину голови і тіла 168–188 мм; його хвіст становить 121–132 мм. Хутро коротке і гладке, верхня частина голови коричнева, спинна частина голови сіра, а черевна частина сіро-біла. Хвіст чорний з одним волоссям на хвостовій лусці.

## Середовище існування
Вид поширений на півдні та заході-центрі Нової Гвінеї в провінції Папуа, а також на острові Вокам на островах Ару. Мешкає в субтропічних/тропічних рівнинних лісах на висоті до 1000 метрів.